# آساشینا، ناگانو
آساشینا، ناگانو (به لاتین: Asashina) یک منطقهٔ مسکونی در ژاپن است که در Kitasaku District, Nagano واقع شده‌است. آساشینا ۶٬۴۲۳ نفر جمعیت دارد.

## نگارخانه

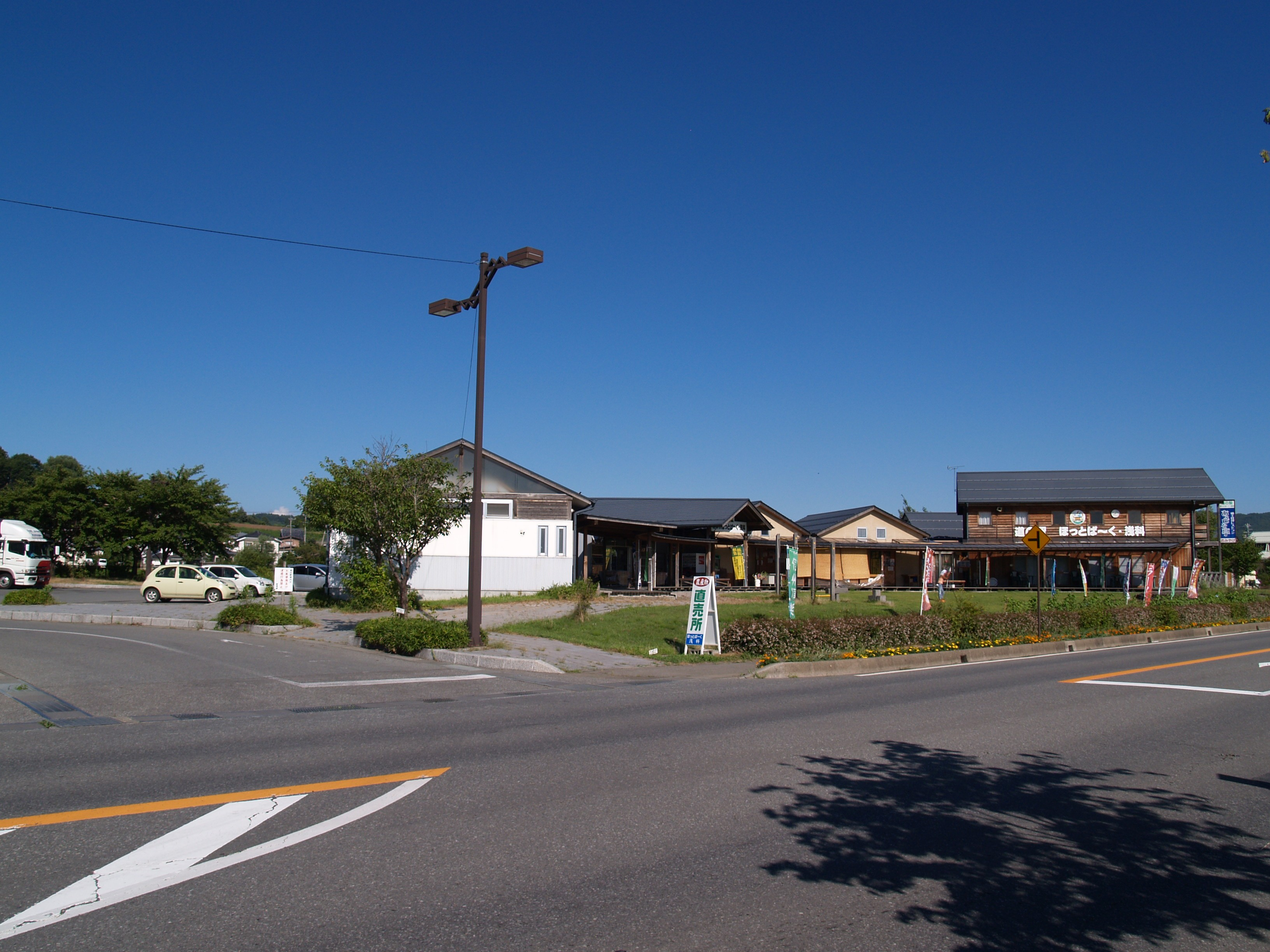